# Andrea Minguzzi

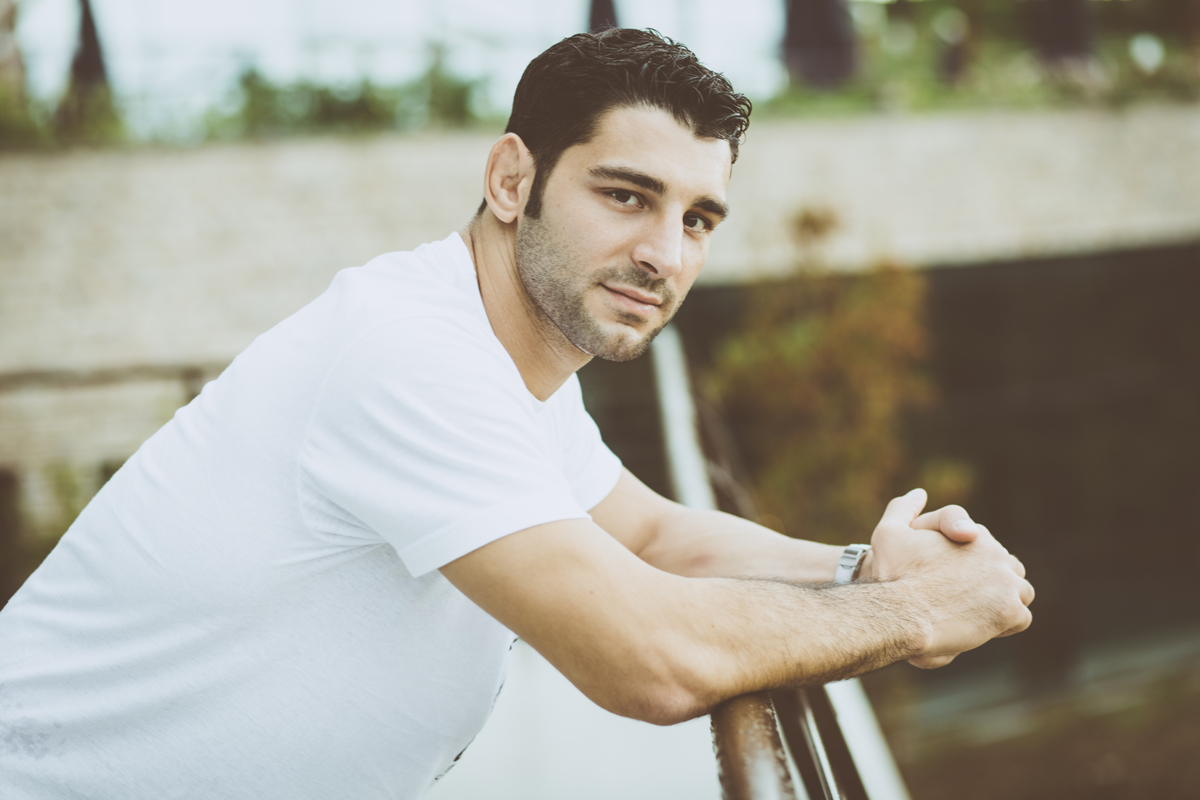
Andrea Minguzzi 2013

Andrea Minguzzi (* 1. Februar 1982 in Castel San Pietro Terme) ist ein italienischer Ringer. Er wurde 2008 in Peking Olympiasieger im griechisch-römischen Stil im Mittelgewicht.

## Werdegang
Andrea Minguzzi stammt aus einer Ringerfamilie und begann im Jahre 1990 beim Sportverein US Placci Bubana di Bologna mit dem Ringen. Sein erster Trainer war sein Vater Massimo Minguzzi. Nachdem er noch im Juniorenalter in die italienische Spitzenklasse der Ringer im griechisch-römischen Stil aufgerückt war, wechselte er zu dem italienischen Spitzenclub Club Atletico Cisa di Faenza, bei dem Vincenzo Maenza, ein Olympiasieger im Ringen von 1984 Vereinspräsident war. Später trat er in die italienische Polizei ein und wechselte deshalb 2004 zum Sportclub Fiamme Oro Roma. Seine Trainer sind dort Marco Papacci und Mauro Massaro.
Die internationale Karriere von Andrea Minguzzi begann im Jahre 1999 mit einem Start bei der Junioren-Weltmeisterschaft (Cadets) in Nyköbing, wo er im Leichtgewicht (damals bis 69 kg Körpergewicht) auf den vierten Platz kam.
Im Jahre 2000 gewann Andrea Minguzzi erstmals die italienische Meisterschaft im Mittelgewicht. Diesen Erfolg wiederholte er bis zum Jahr 2007 noch siebenmal.
Auf der internationalen Ringermatte dauerte es aber sehr lange, bis sich bei ihm größere Erfolge einstellten. So belegte er z. B. bei der Junioren-Europameisterschaft 2000 in Sofia im Mittelgewicht den 15. Platz und bei der Junioren-Weltmeisterschaft 2002 in Nantes im Mittelgewicht den 17. Platz. Eine bessere Platzierung erreichte er bei der Junioren-Weltmeisterschaft 2001 in Taschkent, wo er im Weltergewicht nach Siegen über Bernhard Mayr, Deutschland, Kishan Pawar Govind, Indien u. Kenneth Cook aus den USA auf den sechsten Platz kam.
Bei seiner ersten Teilnahme bei einer Weltmeisterschaft der Senioren 2001 in Patras gelang ihm ein Sieg über den Inder Suraj Mal, eine Niederlage gegen Keith Sieracki aus den USA warf ihn aber aus dem Rennen und auf den 13. Platz.
In diesem Stil ging es bis zum Jahre 2006 weiter. Er belegte bis zum Jahre 2006 nur Plätze im zweistelligen Bereich, 2004 gelang es ihm allerdings sich in Novi Sad mit einem dritten Platz bei einem Qualifikations-Turnier der FILA für die Teilnahme an den Olympischen Spielen 2004 in Athen im Mittelgewicht zu qualifizieren. In Athen kam er aber nach Niederlagen gegen Lewon Geghamjan aus Armenien und Wjatscheslaw Makarenko aus Belarus nicht über einen 17. Platz hinaus.
Andrea Minguzzi ließ sich von diesen Misserfolgen nicht beirren und trainierte, von seinem Arbeitgeber Polizei bestens unterstützt, weiterhin hart. Im Jahre 2007 stellte sich dann ein erster Erfolg ein. Er gewann bei der Europameisterschaft in Sofia eine Bronzemedaille. Er besiegte dort Wladislaw Lukasevic aus Litauen u. Wjatscheslaw Makarenko, verlor dann gegen Jan Fischer aus Deutschland nach Punkten und siegte danach noch über Attila Bátky aus der Slowakei und Kim-Jussi Nurmela aus Finnland. Einen herben Rückschlag erlitt er bei der Weltmeisterschaft 2007 in Baku. Er verlor dort seinen ersten Kampf gegen den schwedischen Olympiasieger und mehrfachen Weltmeister Ara Abrahamian nach Punkten. Da diese Niederlage mit 0:9 techn. Punkten sehr hoch ausfiel, landete er unter den 56 Startern dieser Gewichtsklasse, was neuen Rekord für Weltmeisterschaften bedeutete, auf den 45. Rang.
Im Jahre 2008 gelang Andrea Minguzzi bei der Europameisterschaft in Tampere mit dem dritten Platz ein erneuter Medaillengewinn. Er besiegte dort Nenad Zugaj aus Kroatien und Tarvi Thomberg aus Estland, unterlag dann gegen Badri Chassaia aus Georgien und schlug danach Timo Andre Kallio aus Finnland und Jan Fischer. Kurioserweise erhielt er diese Medaille von Jan Fischer geschenkt, denn der Deutsche führte bis drei Sekunden vor Kampfende nach Punkten, schaute auf die Uhr und war dadurch unaufmerksam. Andrea Minguzzi erkannte blitzschnell die Situation und erzielte mit einem raschen Griff eine Zweierwertung und gewann damit diesen Kampf, die EM-Bronzemedaille und die Fahrkarte zu den Olympischen Spielen in Peking, während Jan Fischer mit dem fünften Platz zufrieden sein musste und auch bei späteren Qualifikations-Turnieren nicht mehr erfolgreich war.
Die Olympischen Spiele in Peking 2008 sahen einen bestens vorbereiteten Andrea Minguzzi. Er startete im Mittelgewicht und besiegte Melonin Noumouvi aus Frankreich, Ex-Weltmeister Alexei Mischin aus Russland, Ara Abrahamian und im Endkampf den jungen Ungarn Zoltán Fodor, der wie Minguzzi ebenfalls schon in der 2. deutschen Bundesliga für den AC Auerbach tätig war, nach Punkten und gewann damit die Goldmedaille.

## Internationale Erfolge
(OS = Olympische Spiele, WM = Weltmeisterschaft, EM = Europameisterschaft, GR = griech.-röm. Stil, Le = Leichtgewicht, damals bis 69 kg Körpergewicht, We = Weltergewicht, damals bis 76 kg Körpergewicht, Mittelgewicht, bis 84 kg Körpergewicht)
- 1999, 4. Platz, Junioren-WM (Cadets) in Nyköbing, GR, Le, hinter Selark Cebi, Türkei, Amir Benitami, Iran u. Alexei Krassawin, Russland;

- 2000, 15. Platz, Junioren-EM (Juniors) in Sofia, GR, Mi; Sieger: Bojan Mijatow, Jugoslawien vor Wladislaw Metodiew, Bulgarien u. Armen Geghamjan, Armenien;

- 2000, 17. Platz, Junioren-WM in Nantes, GR, Mi, nach Niederlage gegen Douglas Avila, Venezuela u. Sieg über Tarvi Thomberg, Estland; Sieger: Sergei Rutenko, Ukraine vor Jimmy Lidberg, Schweden;

- 2001, 6. Platz, Junioren-WM in Taschkent, GR, We, mit Siegen über Bernhard Mayr, Deutschland, Kishan Pawar Govind, Indien u. Kenneth Cook, USA u. einer Niederlage gegen Johongir Turchijew, Usbekistan; Sieger: Majid Ramazani, Iran vor Nikolai Kurakow, Russland;

- 2001, 13. Platz, WM in Patras, GR, We, nach Niederlage gegen Keith Sieracki, USA u. Sieg gegen Suraj Mal, Indien; Sieger: Ara Abrahamian, Schweden vor Alexei Mischin, Russland;

- 2002, 21. Platz, WM in Seinäjoki/Finnland, GR, Mi, nach Niederlagen gegen Tim Nettekoven, Deutschland u. Lewon Geghamjan, Armenien; Sieger: Hamza Yerlikaya, Türkei vor Ara Abrahamian;

- 2002, 13. Platz, Junioren-EM in Subotica, GR, Mi; Sieger: Balasz Kiss, Ungarn vor Theodorus Tounousidis, Griechenland;

- 2002, 27. Platz, WM in Moskau, GR, Mi, nach Niederlagen gegen Tarvi Thomberg u. Bradley Vering, USA; Sieger: Ara Abrahamian vor Alexander Menschtschikow, Russland;

- 2003, 18. Platz, EM in Belgrad, GR, Mi, nach Niederlagen gegen Nazmi Avluca, Türkei u. Artur Michalkiewicz, Polen; Sieger: Alexei Mischin vor Lewon Geghamjan;

- 2003, 28. Platz, WM in Créteil, GR, Mi, nach Niederlage gegen Oleg Manea, Moldawien und Sieg über Tuomo Maentylae, Finnland; Sieger: Gocha Tschitschuaschwili, Israel vor Ara Abrahamian;

- 2004, 3. Platz, Olympia-Qualif.-Turnier in Novi Sad, GR, Mi, hinter Alexei Mischin u. Oleksandr Darahan, Ukraine;

- 2004, 14. Platz, EM in Haparanda, GR, Mi, mit Sieg über Chaim Revazi Turpiaschwili, Israel u. Niederlage gegen Attila Bátky, Slowakei;

- 2004, 17. Platz, OS in Athen, GR, Mi, nach Niederlagen gegen Lewon Geghamjan u. Wjatscheslaw Makarenko, Belarus; Sieger: Alexei Mischin vor Ara Abrahamian;

- 2006, 11. Platz, EM in Moskau, GR, Mi, nach Sieg über Fred de Vos, Niederlande u. Niederlagen gegen Artur Michalkiewicz u. Nazmi Avluca; Sieger: Artur Michalkiewicz vor Dennis Forow, Armenien;

- 2006, 18. Platz, WM in Guangzhou/Volksrepublik China, GR, Mi, mit Sieg über Pedro Jacinto Garcia Perez, Spanien u. Niederlage gegen Ara Abrahamian; Sieger: Mohamed Abd El Fatah, Ägypten vor Nazmi Avluca u. Alexei Mischin;

- 2007, 3. Platz, EM in Sofia, GR, Mi, mit Siegen über Wladislaw Lukasevic, Litauen u. Wjatscheslaw Makarenko, einer Niederlage gegen Jan Fischer, Deutschland u. weiteren Siegen gegen Attila Bátky u. Kim-Jussi Nurmela, Finnland; Sieger: Alexei Mischin vor Jan Fischer, Andrea Minuzzi u. Melonin Noumouvi;

- 2007, 3. Platz, Großer Preis von Deutschland in Dortmund, GR, Mi, hinter Artur Michalkiewicz u. Rene Zimmermann, Deutschland u. vor Andrei Baranowski, Belarus u. Attila Batky;

- 2007, 45. Platz, WM in Baku, GR, Mi, nach Niederlage gegen Ara Abrahamian; Sieger: Alexei Mischin vor Bradley Vering;

- 2008, 3. Platz, EM in Tampere, GR, Mi, mit Siegen über Nenad Zugaj, Kroatien u. Tarvi Thomberg, einer Niederlage gegen Badri Chassaia, Georgien u. weiteren Siegen über Timo Andrea Kallio, Finnland u. Jan Fischer; Sieger: Nazmi Avluca vor Badri Chassaia u. Andrea Minuzzi u. Ara Abrahamian;

- 2008, Goldmedaille, OS in Peking, GR, Mi, mit Siegen über Melonin Noumouvi, Alexei Mischin, Ara Abrahamian u. Zoltán Fodor, Ungarn vor Zoltan Fodor (Silber), Nazmi Avluca (Bronze) u. Ara Abrahamian (Bronze)